# Barrio San Bartolo Alto
Barrio San Bartolo Alto är en ort i Mexiko, tillhörande kommunen Axapusco i delstaten Mexiko, i den centrala delen av landet. Orten hade 617 invånare vid folkräkningen 2010.